# Nemed

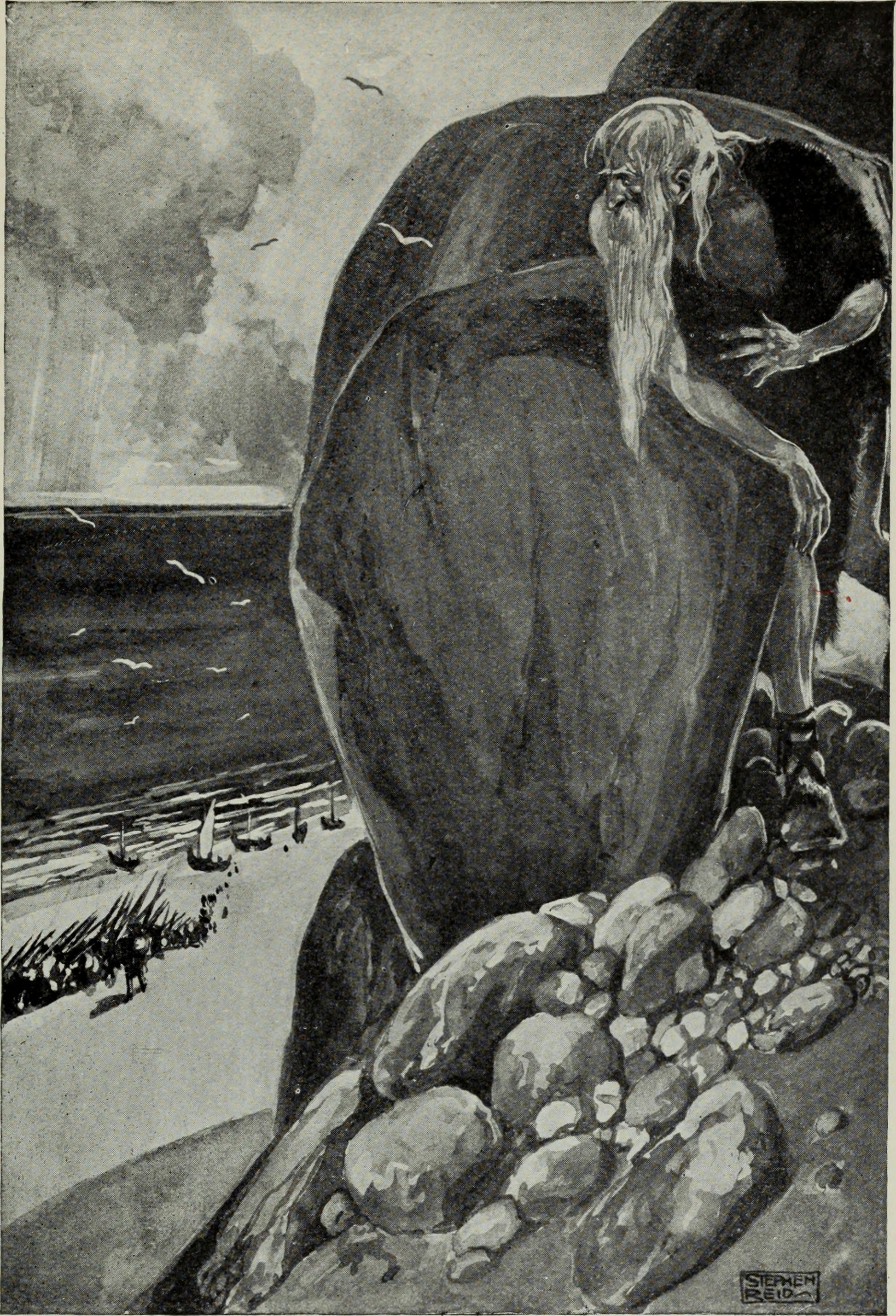
"Tuan watches Nemed", il·lustració on es veu Tuan mac Cairill observant l'arribada a Irlanda dels Nemedians, obra de J. C. Leyendecker dins Myths & Legends of the Celtic Race (T. W. Rolleston, 1911)

Nemed (pronunciació moderna: Neimheadh o Neimhidh), que vol dir "sagrat" o "privilegiat" és una figura de la mitologia irlandesa que apareix a Lebor Gabála Érenn (El llibre de les Invasions). Fou el líder del tercer grup d'habitants d'Irlanda, els Nemedians.

## Orígens i invasió
Nemed era el fill d'Agnoman d'Escítia. Agnoman era fill de Piamp, fill de Tait, fill de Sera, fill de Sru, fill d'Esru, fill de Friamaint, fill de Fathochta, fill de Magog.
Irlanda havia estat buida durant trenta anys després de la mort de l'últim seguidor de Partholón quan Nemed va navegar a Irlanda amb els seus quatre fills i cabdills, Starn, Iarbonel l'endeví, Annind i Fergus Cantó-Vermell. Havia sortit des de la mar Càspia amb una flota de 44 vaixells, un any i mig abans. Al final, només el seu vaixell va arribar a Irlanda. La seva esposa Macha va morir dotze dies després de la seva arribada, i va ser enterrada a Ard Macha (Armagh)
Arribaren a Irlanda cap al 2350 aC segons la cronologia dels Annals dels quatre mestres, o el 1731 aC segons la cronologia de Seathrún Céitinn.
Nemed guanyà la batalla de Ros Fraechain contra Gann i Sengann, dos reis dels Fomorians, que hi van morir. Va guanyar tres batalles més contra els fomorians, a Badbgna a Connacht, Cnamros a Leinster (en la qual va morir Artur, primer fill de Nemed nascut a Irlanda), i Murbolg a Dál Riata (on el seu fill Starn fou assassinat pel fomorià Conand).

## Assoliments
Hi havia quatre llacs sorgits a Irlanda en temps de Nemed, inclòs Loch Annind, que sorgí de la terra al voltant de la tomba d'Annind quan l'estaven cavant. Els altres tres llacs eren Loch Cal a Ui Niallain, Loch Munremair a Luigne, i Loch Dairbrech.
Nemed fundà dues fortificacions reials, Rath Chimbaith a Semne i Rath Chindeich a Ui Niallain. Rath Cindleich fou excavat en un sol dia per Boc, Roboc, Ruibne i Rotan, els quatre fills de Matan Munremar. Nemed els va matar abans de l'alba de l'endemà.
Es van aclarir dotze planes: Mag Cera, Mag Eba, Mag Cuile Tolaid, i Mag Luirg a Connacht: Mag Seired a Tethba; Mag Tochair a Tir Eogain; Mag Selmne a Araide; Mag Macha a Airgialla; Mag Muirthemne a Brega; Mag Bernsa a Leinster; Leccmag and Mag Moda a Munster.

## Mort i llegat
Nou anys després d'arribar a Irlanda, Nemed van morir de pesta juntament amb tres mil dels seus. Va ser enterrat al turó d'Ard Nemid a Great Island al port de Cork.
Els seus seguidors foren oprimits per Morc i Conand dels fomorians, qui vivien a la torre de Conand a Toraigh. Dos terços dels seus fills, del seu blat i de la seva llet els entregaren cada Samhain. Aleshores es revoltaren contra aquesta càrrega. 207 anys després de la mort de Nemed, 60.000 homes liderats pels tres campions Semul fill de Iarbonel l'endeví, Erglan fill de Beoan fill de Starn, Fergus Cantó-Vermell, destruïren la torre de Conand matant Conand i els seus. però Morc va prendre represàlies i organitzà una gran batalla. El mar es va elevar per sobre d'ells. Només un vaixell amb 30 guerrers va escapar, i el darrer dels seguidors de Nemed va deixar Irlanda. L'illa va restar buida durant 200 anys més.